# پیتر راجرز (دوچرخه‌سوار)
پیتر راجرز (انگلیسی: Peter Rogers؛ زادهٔ ۲۴ اکتبر ۱۹۷۴) دوچرخه‌سوار اهل استرالیا است. وی در بازی‌های کشورهای همسود شرکت کرده است.